# Atafu
Atafu est un ensemble de quarante-deux îlots de corail aux Tokelau. Atafu est, avec une surface totale de 2,5 km2, le plus petit des trois groupes d'îles qui constituent le territoire des Tokelau - les deux autres étant Fakaofo et Nukunonu. Il a la forme d'un atoll, et comprend en son centre un lagon, lequel recouvre environ 15 km2. Atafu se trouve à 172° 30' ouest, 8° 35' sud. Il s'agit de la terre la plus septentrionale de Nouvelle-Zélande.

## Population
Au moment du recensement de 2006, Atafu avait une population de 524 personnes (en baisse par rapport à 2001). Cette population est à 95 % congrégationaliste. Les Tokelauans sont un peuple polynésien.

## Histoire
L'atoll fut découvert en 1764. En 1949, Atafu, comme le reste des Tokelau, devient un territoire néo-zélandais.

## Politique
Le dirigeant de l'atoll est élu par la population, et porte le titre de faipule. Il sert de représentant d'Atafu au niveau national. Son mandat est de trois ans, dont deux ans à la tête d'Atafu seul et un an à la tête de l'ensemble du pays.
Le Taupulega (Conseil des Anciens) est composé de chefs de famille élus par les familles de l'atoll. Le Conseil coordonne les activités de la communauté.
Il y a également un pulenuku (maire) élu.

## Images

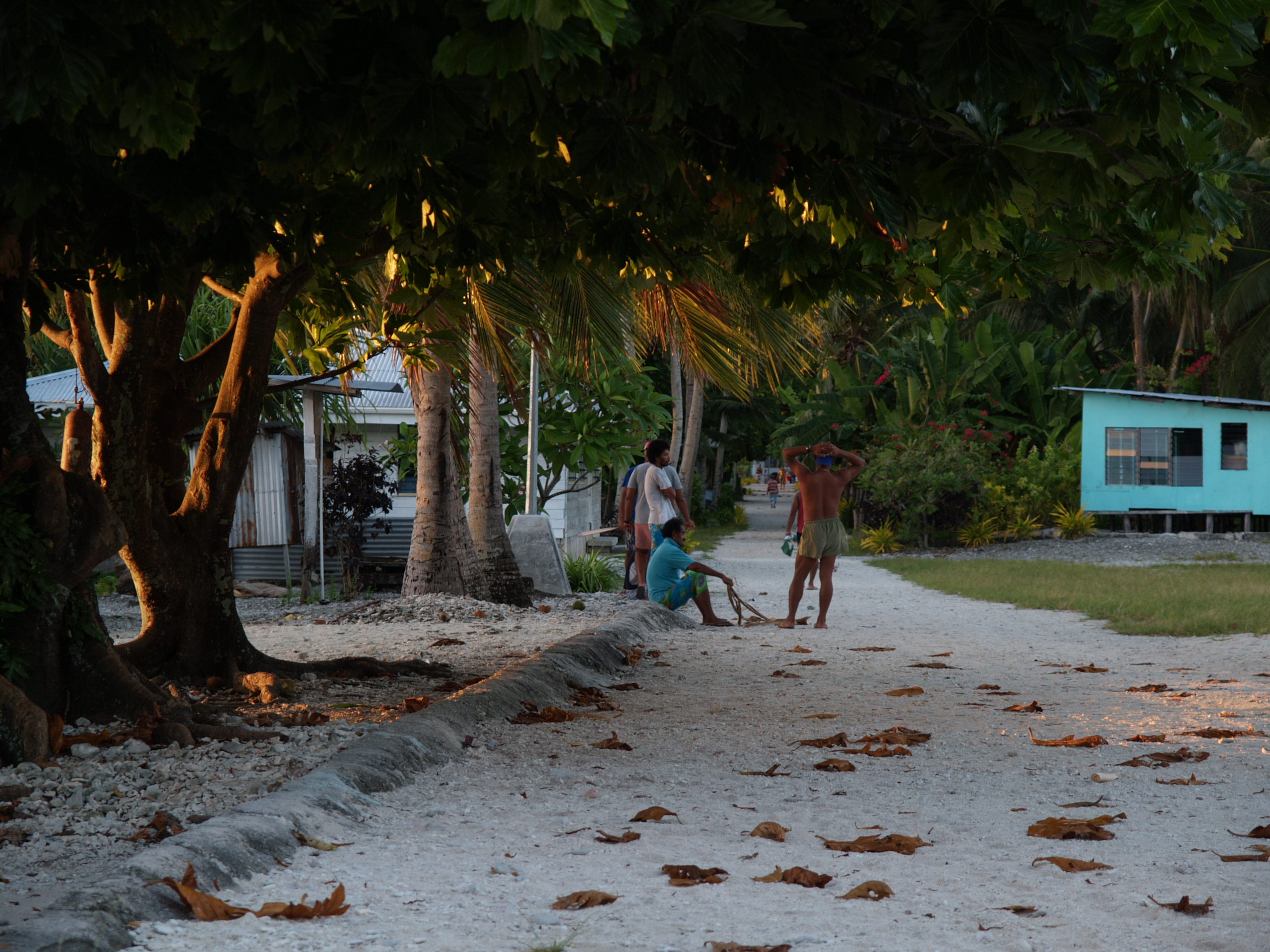
La rue principale d'Atafu.
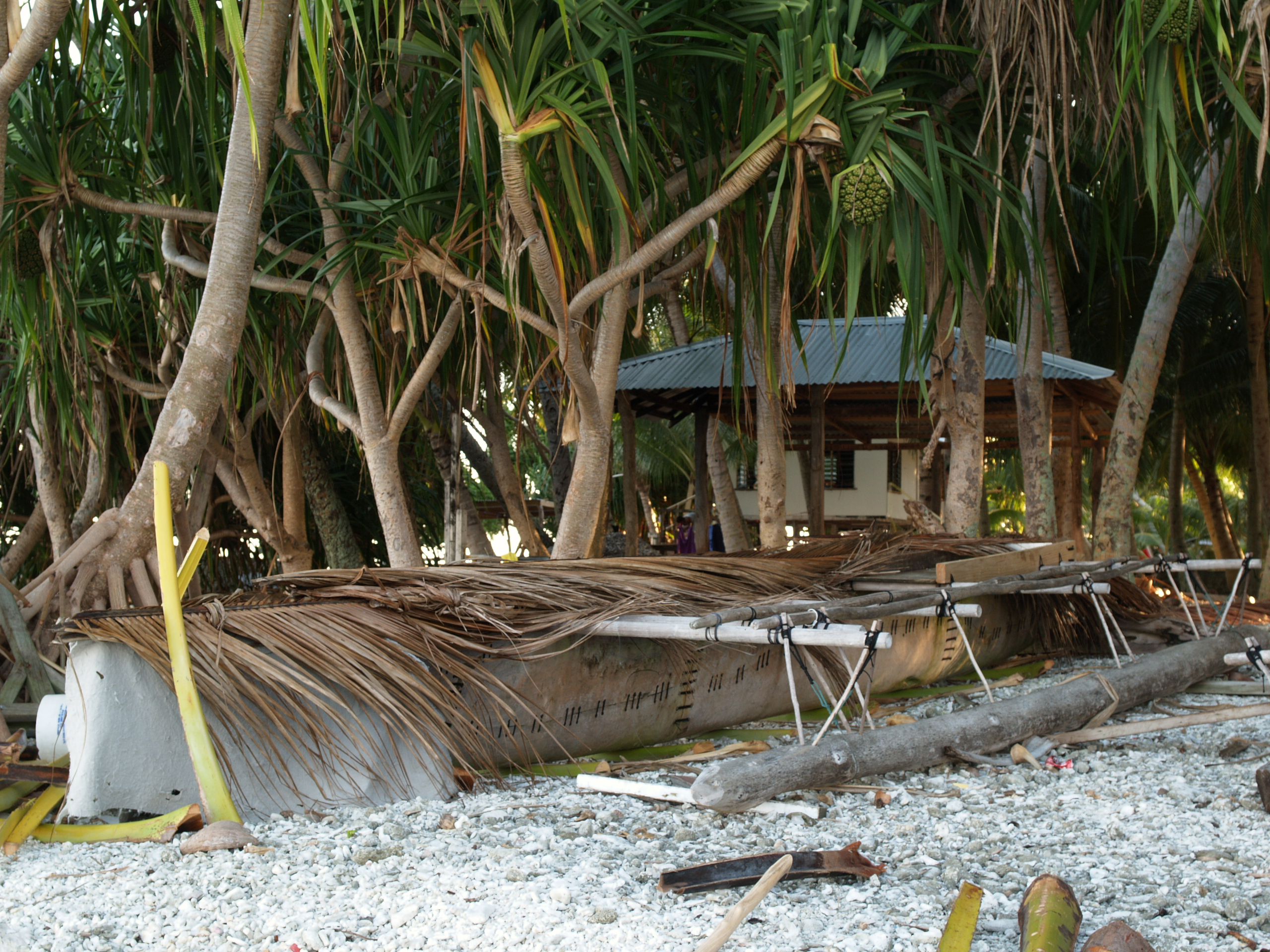
Un vaka (canoë) à Atafu.